# António Carneiro
António Teixeira Carneiro Júnior (n. 16 septembrie 1872, Amarante, Districtul Porto, Portugalia – d. 31 martie 1930, Porto, Portugalia) a fost un pictor, ilustrator, poet și profesor de artă portughez.

## Biografie
Născut într-o familie din clasa muncitoare, la vârsta de șapte ani, a fost părăsit de tatăl său și și-a pierdut mama nu mult timp după aceea. În 1879, a fost plasat într-un orfelinat condus de Santa Casa da Misericórdia⁠(d). Acolo a primit educația de bază și a luat primele lecții de desen.

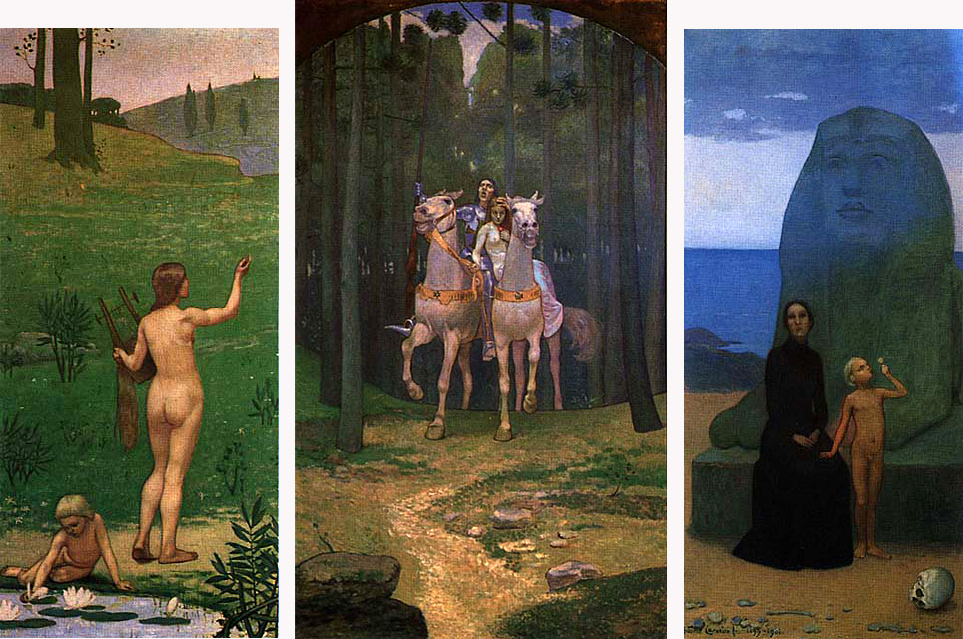
A Vida (Viață): Speranță, dragoste, dor (1900)

Talentul său a fost remarcat devreme și datorită eforturilor profesorului său și a directorului școlii, a reușit să se înscrie la "Escola Superior de Belas-Artes do Porto" în 1884, unde a studiat cu pictorul João Marques de Oliveira până în 1888. În acel an, a împlinit optsprezece ani și a părăsit orfelinatul, începând sculptura sub îndrumarea lui António Soares dos Reis⁠(d), dar a revenit la pictură după sinuciderea lui Reis, intrând în atelierul lui João António Correia. În 1891, a scris primele sale poezii și, doi ani mai târziu, s-a căsătorit. În 1895, s-a reunit cu tatăl său, care se întorsese din Brazilia.
Doi ani mai târziu, a putut să meargă la Paris după ce a primit o bursă sponsorizată de António Borges, marchiz de Praia e Monforte. A urmat cursurile Académiei Julien, studiind cu Jean-Paul Laurens și Jean-Joseph Benjamin-Constant⁠(d). În 1900, a câștigat o medalie de argint la Exposition Universelle pentru tripticul „Viața”. S-a întors la Porto în 1911 și a devenit profesor la Escola. Neputând să trăiască din artă, și-a luat o pauză de doi ani pentru a expune în Brazilia între 1914 și 1916. După întoarcerea sa, a fost numit președinte al departamentului de desen în 1918.

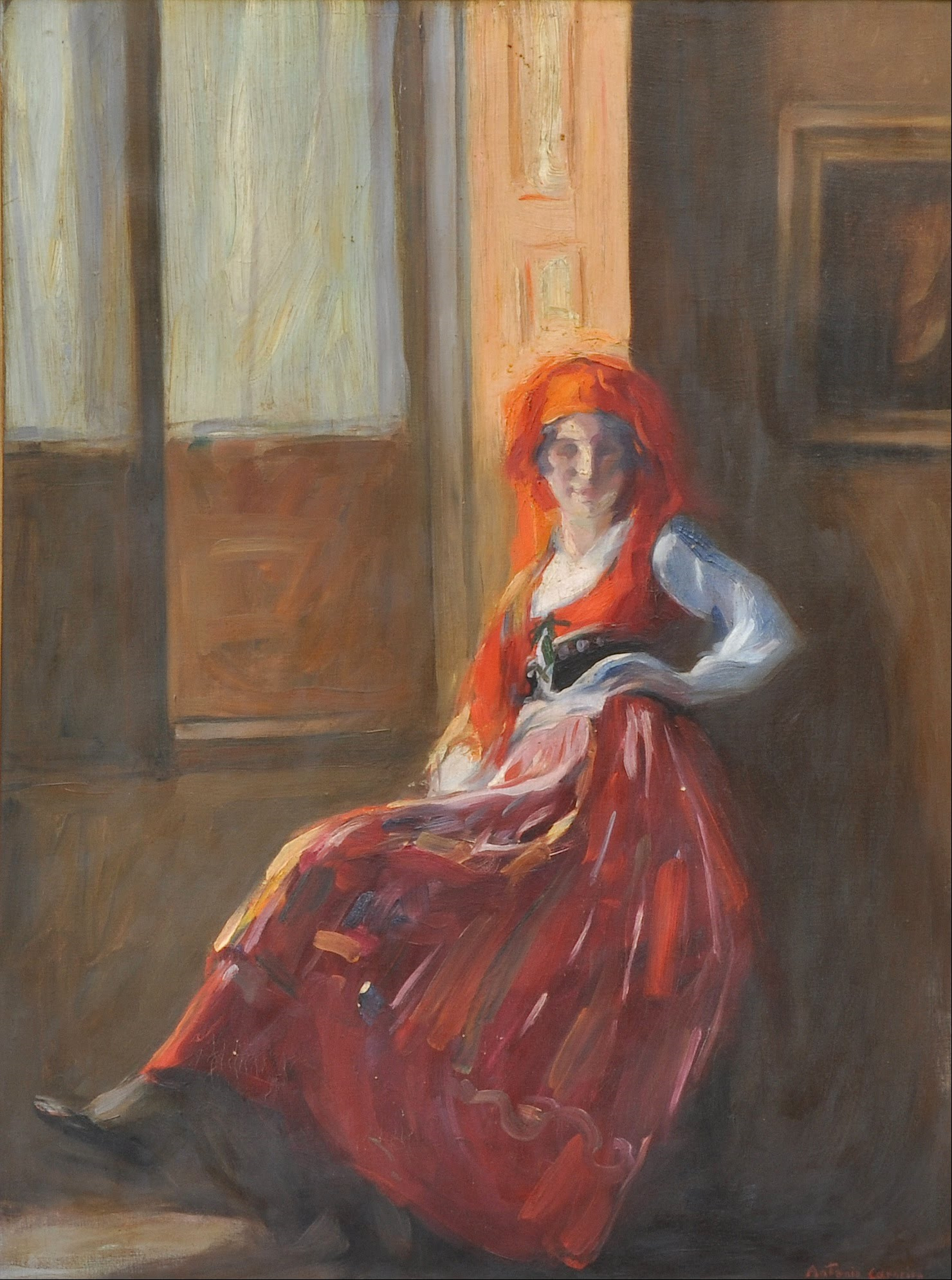
Minhota (Tânără din Minho) (1917)

În acești ani, a devenit colaborator la mai multe reviste, inclusiv Atlantida (Atlantis), și s-a alăturat unei noi organizații culturale numită Renascença Portuguesa (Renașterea portugheză), al cărui mentor a fost prietenul său, poetul Teixeira de Pascoaes⁠(d); proiectând logo-ului revistei lor. De asemenea, a ilustrat lucrările mai multor autori, printre care António Correia de Oliveira⁠(d) și João de Deus⁠(d).
În 1925, moartea fiicei sale, Josefina, a avut un efect semnificativ asupra muncii sale. În ciuda efectelor emoționale ale acelei tragedii, el a acceptat o numire ca director al Școlii în 1929. Cu toate acestea, nu a lucrat niciodată în această calitate, deoarece se afla în vacanță în Brazilia la momentul numirii sale și a murit la scurt timp după întoarcerea sa.
În 1936, a fost publicată cartea sa de poezie, Solilóquios: sonetos póstumos, cu o introducere de Júlio Brandão.